# Apogonichthyoides cantoris
Apogonichthyoides cantoris är en fiskart som först beskrevs av Bleeker, 1851.  Apogonichthyoides cantoris ingår i släktet Apogonichthyoides och familjen Apogonidae. Inga underarter finns listade i Catalogue of Life.